# أوزوالدو غيماريس
أوزوالدو غيماريس مواليد 23 أكتوبر 1989 في ساو باولو، هو لاعب كرة يد برازيلي يلعب كظهير أيمن. يلعب حاليا مع فيا دي أراندا ويحمل الرقم 26. مثل منتخب البرازيل لكرة اليد. شارك في دورة الألعاب الأولمبية الصيفية سنة 2016. حقق المركز الأول في دورة الألعاب الأمريكية 2015.

## الميداليات
| الميدالية | المسابقة                    |
| --------- | --------------------------- |
| ذهبية     | دورة الألعاب الأمريكية 2015 |

## روابط خارجية
- أوزوالدو غيماريس على موقع أوليمبيديا (الإنجليزية)
- أوزوالدو غيماريس على موقع اللجنة الأولمبية البرازيلية (البرتغالية)